# 聖劍同盟
《聖劍同盟》是2006年3月23日發售在Game Boy Advance上的戰略角色扮演遊戲，是由Sting公司製作、發售。人物設定是きゆづきさとこ，卡片設定是戶部淑。此遊戲僅供一人遊玩。
2008年1月24日發售的PSP版，有加入新地圖、新人物與新卡片。

## 概要
作為約束之地的次代作品，結果卻是以系統完全改變的戰略角色扮演成為新作。
遊戲每一關會有一張地圖，而敵我方是以回合模式來交互行動，注重戰略性，由於遊戲的系統較為複雜，此遊戲的重點會在之後詳述，而在遊戲當中也會教導玩家如何遊玩。

## 遊戲系統
本作的一大特徵，『卡片戰略』，（以下簡稱為「卡片」）。各關卡開始的時候，在出擊畫面，
不單單要選擇這場戰鬥出場的人物，同時也要選擇這場戰鬥手上要使用的卡片。
卡片分為以下數點1.攻擊力 2.移動力 3.技能
攻擊力：影響我方戰鬥勝利時所消耗對方士氣的多寡（士氣降為0的角色會撤退或者是死亡）
不過有時候士氣的削弱會因為地形的關係而影響最終的傷害值。
移動力：我方全體所共用的步數。，
技能：當滿足卡片上面的戰鬥條件時，將可以在戰鬥中發動，其特點隨各張卡片而有不同效果，需要注意的是
該回合使用過後，卡片就不能再度使用了，不過在某些特殊劇情的進行之下，有可能卡片還可以再度使用。
關卡有『勝利條件』和『敗北條件』的設定，滿足了勝利條件，劇情便會向前推進，大多數的敗北條件是『ミラノ的士氣降為0』『ユグドラ的士氣降為0』『卡片全部使用完畢』，當然 ，也會有各式各樣的敗北條件。
戰鬥的原則基本上是一回合一次，敵我方的「隊伍長」配合我方附近的隊員，組成最多五個隊伍的戰鬥集團，隊伍少的一方在戰鬥時會有「連戰損害」，由於遊戲還有武器相剋的設定，所以不一定人多的一方會有優勢。
在戰鬥中獲得的物品會以戰利品先保管著，在下回關卡出擊的時候，可以選擇讓各個角色裝備，或者是用來回復士氣，如果有裝備的話，遊戲當中有把物品設耐久度，更讓人覺得有趣的是，由於物品每位角色可以裝備的情況都不同，所以很多情況設定下的道具會讓人有會心一笑的情況，而士氣回復也是每個角色都不相同，有些物品在放置久了以後還會變化。

## 故事大要
自古以來傳承神之血脈，安定富足的ファンタジニア王國[音譯 凡塔基尼亞]，受到了新興ブロンキア[音譯 布龍基亞]帝國的侵略。國土被侵略，國王被殺，
首都パルティナ(音譯 巴爾緹納)也被攻陷了。
公主ユグドラ[音譯 ]帶著世代王家所流傳下來的聖劍「グラン・センチュリオ」[音譯 古蘭‧聖裘里歐]逃跑，遇到了盜賊王ミラノ[音譯 米蘭諾]
，共同邁向復興王國之戰。

## 登場人物
聲優是PSP版才有的。

### 王國軍
公主ユグドラ（聲優：中原麻衣）
女主角。音譯[]全名是ユグドラ＝ユリル＝アルトワルツ。(優葛朵菈．優莉露．阿爾托華露茲)。父親是ファンタジニア王國國王「オルディーン」音譯[奧汀]。17歲。她是ファンタジニア王國公主，也是王族最後的生存者，當王都陷落的時候，她帶著聖劍「グラン・センチュリオ」逃跑。前往大陸南端的ノルン峡谷。躲到營寨中被帝國軍發現，帝國軍對小城放火，正當快要死掉的時候，被營寨的主人ミラノ伸出援手救了她，ユグドラ以出讓パルティナ城為條件，ミラノ加入公主的行列一起戰鬥，故事中期被焰帝ガルカーサ抓走，並且即將要成為祭品。被王國軍救出之後，前往大陸西南方的ナハトの祭壇戴冠。成為第32代的ファンタジニア國王。
銀狼ミラノ（聲優：澤城美雪）
男主角。音譯[米蘭諾]和ユグドラ同樣都是17歲，名稱的源頭是ミラノ盜賊團的頭領，身為行俠仗義的義賊，很受部下們歡迎。通稱為「銀狼ミラノ」，「盗賊王」。由於在外出的時候遭受到帝國軍的襲擊。導致營寨被燒掉，男主角以パルティナ城為條件換取幫助公主ユグドラ，在奪回パルティナ城之後，一直跟隨ユグドラ到最後，聲優是沢城みゆき。據沢城みゆき所說，遊戲的設計人員之間似乎有著「ミラノ是古代種族王家的後代」的裡設定。
騎士團長デュラン（聲優：私市淳）
ファンタジニア王國第三騎士團團長。音譯[杜蘭]年齢24歳。王都パルティナ陥落後，遭受到帝國軍的追擊，正當要被殲滅時，被ミラノ盜賊團和公主ユグドラ所營救，為了解放ファンタジニア王國而一起行動，兵種是騎士，會指導不懂戰鬥的ユグドラ，性格如同他的職業一般，遵循著騎士道的精神，不論是敵人或是比自己年幼的人都會很有禮貌，可以經由道具轉變成為[龍騎士]兵種。
呆呆少女ニーチェ（聲優：前田愛）
位於ファンタジニア王国東南方エンベリア公國ウンディーネ族[溫第妮族]的12歳少女。音譯[妮婕]。女系種族的溫第妮只能依靠轉生而存活，然而她的姐姐卻因為被人所騙，而把轉生石弄丟了，而要轉生的溫第妮一族只能依靠轉生石。她的姐姐因為內咎而自殺了，而失去轉生石的溫第妮族不知道從哪邊聽到「如果要不死就需要人血」的情報，因此溫第妮族開始追殺人類，唯一知道事實真相的ニーチェ，為了探索轉生石的下落而加入ユグドラ一行人。
黒薔薇家総帥ロズウェル（聲優：金子英彦）
佔據ヴァーレンヒルズ北邊的『黒薔薇（ブランテーゼ）』家總帥。音譯[羅斯威爾]，和南邊白薔薇家有著共同的祖先大魔導士『バロイ』，不過現在兩家是敵對關係，發生過甚麼事卻不得而知。目前是比ロザリィ年長的21歲。由於被帝國軍奪走魔導砲『アンク』，因此跟ユグドラ一起行動。
白薔薇家総帥ロザリィ（聲優：佐藤朱）
佔據ヴァーレンヒルズ南邊『白薔薇（エスメラルダ）』家総帥。音譯[]，和北邊黑薔薇家有著共同的祖先大魔導士『バロイ』，不過現在兩家是敵對關係，會喝罵ロズウェル為「白痴總帥」。目前是比ロズウェル年幼的19歲。由於被帝國軍奪走魔導砲『アンク』，因此跟ユグドラ一起行動。
革命戰士クルス（聲優：菅沼久義）
以マルドゥーク森林維據點活動的レジスタンス頭領。音譯[克魯斯]。22歲。和ラッセル同樣都是カローナ出身，自從カローナ被帝國軍奪取之後就以打游擊戰為主，之後被ミゼル率領的賞金獵人團偷襲時，被剛剛好行經森林的ミラノ們所營救，由於其不懂因應情況說話的個性以及些許的爆笑發言，常常被玩家戲稱為[空氣][夜襲]，是隱藏角色，如果條件未滿的話是不會加入的。

#### 其他的夥伴們
善變無常的キリエ（聲優：榊原由依）
是ミラノ的青梅竹馬，是古代種的後代。音譯[奇莉葉]或者[霧繪]。跟ミラノ同樣都是17歲，兵種是鷹獅騎士，和愛獣アル音譯[阿爾]（本名是アインシュテルム＝ヴィクトール[阿伊修提魯姆=維克多爾]）一起幫助ミラノ突破各種危險狀況。使用卡片是ミラージュ跟グラヴィティカオス，對ミラノ有著好感，不過面對情敵（！？）ユグドラ的時候則是一付愛理不理的樣子，（這是因為當初ファンタジニア王國對古代種族迫害，而怨恨著王國人民）與其說是幫助ユグドラ，不如說是幫助ミラノ度過難關會來的比較恰當，她不會正式成為夥伴，不過在劇情的後面，不幸去世。
鋼鐵的ゴードン（聲優：渡辺武彦）
守護著メリア教国的「テンプルナイツ」[聖殿騎士]首領。音譯[戈登]。28歲。會在ユグドラ前往聖域的時候一時成為夥伴，並不會正式加入。
忠義的コブン（聲優：藤原勝也）
ミラノ盗賊團的一份子。音譯[柯本]，正式的來說並不是一個角色，而是代表盜賊團團員的存在。

### 新生布隆尼基亞帝國
焰帝加爾凱薩（聲優：三浦祥朗）
為新生ブロンキア帝國的皇帝，以焰帝自稱，年齡為20歲的青年，以武力廢除先帝，自己就認為皇帝[獨裁政治]為開始，開始對ファンタジニア王國進行侵略戰爭。雖然說是獨裁，不過因為一掃先帝之前的惡政，他的專制反而受到國民的擁戴。
雙生的戰乙女艾姬娜（聲優：藤野朋子）
穿帶紅色以及黑色相間鎧甲的金髪少女。，作為「神出鬼没的戰乙女」帶領帝國軍贏得了數次的勝利，和優葛朵拉同樣是金髮碧眼，來源是謎團，年齡是18歲，比優葛朵拉稍微年長。

全名是艾姬娜．艾涅．阿爾托華露茲。而作為姐姐的ルシエナ全名則是盧希安娜．盧恩．阿爾托華露茲，他們利用這點使用戰術讓王國軍處於混亂。其實他們不是帝國的人民
，光是從他們的姓氏アルトワルツ（阿爾托華露茲）就可以知道他們跟王家的關係深厚，但是不知為何被拋棄，對於什麼都不知道的ユグドラ心中懷有巨大的恨意。而在作為前傳的續作烈焰同盟分支劇情路線則皆露兩人原本也是國王奧爾丁的女兒，逸是優葛朵拉的姐姐，卻因為宮廷內部的陰謀而從出生起就被王國內的秘密派系追殺，甚至被王國視為不祥的象徵
宮廷魔術師優蒂（聲優：前田愛）
有著瘋狂研究傾向的宮廷魔術師。28歲。使用火砲類經驗豐富。善用大砲和アンクカノン，伴隨著高笑聲，讓王國軍陷入苦戰。
傭兵團長伊薩奇（聲優：藤原勝也）
21歳的傭兵隊隊長。下階層出身因而熱愛金錢，以被帝國軍雇用的情況登場外，還有以オルテガ山賊團的一員出場過。
暗殺者捷露法（聲優：鈴木麻里子）
是帝國軍暗殺部隊的頭領，性格冷靜，很看好隊員艾蓮娜的能力，年齡是20歲。
見習艾蓮娜（聲優：牧島有希）
為捷露法率領的帝國暗殺隊成員之一，16歲。對於暗殺的手段還未熟練。
家中成員是帝國的軍人，是雷歐的親妹妹，為了阻止殘暴的兄長，進入帝國特殊部隊等待機會的到來。

#### 五頭龍將
五頭龍將是直屬焰帝ガルカーサ的將領，擁有極高的戰鬥能力
緋雪姫艾米莉歐（聲優：野中藍）
是加爾凱薩的同父異母妹妹。，有著鮮紅色的頭髮，勇於戰鬥的姿態被人稱之為「緋雪姫」。雖然才14歲，卻有著連他兄長都讚嘆有加的勇猛，被拉入五頭龍將的一員，戰鬥能力不會輸給他的兄長，另外根據電撃「マ）王]]』2006年6月裡面的遊戲人物設定，對此人物的設定是[天真的性格][對於他人的言詞深信不疑]，但是這些在遊戲中都沒有表現出來。
黒騎士雷歐（聲優：金子英彦）
身為五頭龍將的一員，[音譯 雷歐]，是エレナ的親哥哥，22歲，性格殘忍，戰鬥的理由只是為了純粹享受樂趣而已，跟王國軍的デュラン比起來性格真是有天壤之別，似乎兩人之間有過什麼過節。
軍神巴爾鐸斯（聲優：稲田徹）
深受焰帝所信賴的「軍神」。，55歲，統領著他的屬下[鋼鐵騎兵]守護騎士團，守護著難攻不下的イシュナート要塞。
堕天的涅賽亞（聲優：三宅淳一）
以帝國軍的參謀成為五頭龍將的一員，18歲。掌管著[輪迴轉生]的魔術師。
真面目是過去被神界所流放的墮落天使アリエス，而聖劍正是由他所製造，用來對付神界武器。
魔劍士拉賽爾（聲優：渡辺武彦）
出身ファンタジニア王國・カローナ城的25歲劍士，因為操弄著斬鉄剣等等各式各樣的魔劍而被人們稱之為[魔劍士]，在帝國軍攻陷カローナ城的時候被帝國軍逮捕，由於聽聞他的技術高明，所以拉攏他成為帝國軍的一員，以身為五頭龍將的一員而被重用。在遊戲前期會頻繁的跟王國軍交戰。
事實上加爾凱薩把他的未婚妻抓起來當成人質，他也因為如此而無法違逆帝國軍，如果可以拯救他的未婚妻，他將會加入成為夥伴。

#### 帝國的民眾們
フラウベ的姑娘モニカ（聲優：榊原ゆい）
在王國軍進攻帝國的時候，為了守護心中的祖國，自稱受到了神的啟示，因而率領著「反パルタ勢力」義勇軍（パルタ是帝國對於王國的篾稱）對抗王國軍的16歲少女，[音譯 莫妮卡]
勇者カナン
和モニカ是青梅竹馬，17歲，[音譯 卡農]，跟モニカ一樣，率領著沒有經過訓練的民眾義勇軍，能力很差。

### 其他國家的人物們
女王エメローネ（聲優：牧島有希）
為ウンディーネ[溫蒂妮]之國，エンベリア公國的女王，[音譯 艾梅蘿妮]，26歲，看著失去[轉生石]而邁向滅亡的一族，不得已發動對人類的戰爭，心中其實是很痛苦的。
特攻的イシーヌ（聲優：鎌田梢）
是エメローネ手下的戰士，[音譯 伊雪努]，25歲，性格非常好戰。
賞金獵人ミゼル（聲優：三宅淳一）
以マルドゥーク森林作為據點的21歳賞金獵人。[音譯 米歇爾]，興趣是收集靴子，每次都把拿到的高額獎金拿去買靴子，數度與高額懸賞的ユグドラ戰鬥，是身為敵方角色卻能活到最後的人物。
山賊王オルテガ（聲優：高塚正也）
以ヴァーレンヒルズ付近作為根據地的「山賊王」，32歲，[音譯 歐爾提加]，很受部下信賴。
蠻族王ドルト（聲優：稲田徹）
以ニルルド砂漠作為據點的「蛮族王」。38歳。[音譯 多特]，雖然殘暴卻有著堅定的信仰，信奉著太陽神バーラパーサ（會活動的要塞巨人'マモリガミ）。
教皇ヨハイム（聲優：高塚正也）
第47代メリア教國的教皇。64歲。[音譯 約海姆]
大司教マルディム（聲優：藤原勝也）
是メリア教國大司教ユベロン心腹。29歳。[音譯 瑪爾迪姆]，跟帝國串通好 ，想要背叛ユベロン，雖然身為神官卻不相信神的存在。
樞機卿ユベロン（聲優：服卷浩司）
以雄厚財力廢除現任教皇，自己登上教皇寶座的人。49歲。[音譯 佑貝隆]。把全部責任都推給大司教マルディム，乞求饒命的姿態真是讓人作噁。
妖豔的アマレウス（聲優：佐藤朱）
身為ユベロン配屬下部隊（通稱メリアント）的暗殺者。約20來歲。[音譯 阿瑪琉絲]。有著強烈的信仰心。不畏懼死亡。
大天使マリエッタ（聲優：鈴木麻里子）
為人界與天界之間的守護者，警戒著ヘヴンズゲート[天堂之門]的守護天使。手上的杖名稱為[睿智的聖杖]。[音譯 瑪莉艾達]
和『Riviera 〜約束の地リヴィエラ〜』フレーベル大聖堂中登場的堕天使のインフェルノス有著相似之處。

### PSP版追加人物
ミステール（聲優：鎌田梢）
是王國前軍師ブライ的孫女。28歲。[音譯 蜜斯托爾]。自稱是主婦。但是在遊戲當中都沒有看到她老公的身影。
ブライ（聲優：服巻浩司）
侍奉ユグドラ祖父的稀代名軍師，現在躲在レネシー山脈深處隱居。
367號（聲優：鈴木麻里子）
是天使的實驗體，告死天使的實驗體，使用著「試トゥールII型」的武器，當和ディヴァイン的連動値超過一百的時候，髮色會有所變化，性格也會變的極為暴虐。
上級神界兵
遵從 [ゴートの七賢]的指示，創造367號。會在hard難度模式登場。
下級神界兵
神界的一般兵，可是強度比帝國軍還更加難以應對。

## 職業
有些角色會有專門屬於他的特別職業

### 專屬職業
有名字的角色專屬職業如下
ソードメイデン - 少女劍士
是遊戲前期ユグドラ(優葛朵菈)的專屬職業，武器是劍。和ヴァルキリー有著相類似的地方。不過公主有多加[城砦地形得意]這一項。專用技能和ヴァルキリー(女武神)相同的「レヴォリューション」[革命卡]。
ラ・ピュセル - 聖女
在遊戲後半，戴冠成為ファンタジニア(凡塔基尼亞)王的ユグドラ(優葛朵菈)專屬職業，全體能力大幅上升，[必ずエース][可以不受職業限制發動卡片，但是各職業的專屬技能卡除外]，原本的對黑暗攻擊弱點不見了，另外還附加[ステータス異常無效][妨害狀態攻擊無效]，專用技能卡是「レヴォリューション」[革命]和「ジハード」[聖戰]。
ストレイシーフ - 流浪盜賊
ミラノ的專屬職業，武器是斧頭。有著[荒野地形得意]，[石化無效]的特性。還有，他沒有弱點屬性攻擊，專用技能是「スティール」[偷竊]。
テンプルナイト - 聖殿騎士
戈登的專屬職業，武器是槍，不但和杜蘭有著相同等的屬性，還附加神聖攻擊，[都市地形得意]，[異常狀態無效]以及[神聖攻擊無效化]。
シーフ - 盜賊
只有BattleField01登場的コブン(柯本)職業，武器是斧頭，有著[荒野地形得意]的技能。
ドラゴンナイト/ドラグーン - 龍騎士 / 騎龍者
ガルカーサ的前期專門職業，武器是鐮刀，可以直接穿過水面，有著[火焰屬性無效]，[荒地地形得意]，專用技能卡是「ジェノサイド」[魔龍卡]。另外，當裝備上特別物品的時候，我方的杜蘭也可以有三關的時間成為這種職業。
ブロンガナイト - 布龍加 騎士
在遊戲接近尾聲的時候，將魔龍ブロンガ(布龍加)之血覺醒的ガルカーサ(加爾凱薩)專屬職業。除了原本ドラグーン(騎龍者)的特性除外，另外還會加上[ステータス異常無效][妨害狀態攻擊無效]以及所有[屬性攻擊]無效的技能。
エインシャント - 古代人
ネシア()的專屬職業，武器是書，不會受到連戰傷害的影響，對所有杖系優勢，同時也不會受到[ステータス異常無效][妨害狀態攻擊無效]，專用卡是リィンカネーション」[轉生]。
アークエンジェル - 弧光天使
マリエッタ(瑪莉艾達)的專屬職業。武器是杖，有著特別的護盾。專用技能卡是「リヴェリオン」。
ミスティックウィッチ - 神秘女巫
パメラ(帕梅菈)專屬職業，武器是杖，有著在各種地形均可攻擊，[ステータス異常無效][妨害狀態攻擊無效]，以及[アイテムを奪われない][無法奪取其物品]，唯一的缺點是[對ウンディーネ(溫蒂妮)弱]。是唯一在我方可以使用「コーマカルマ」[睡眠]的角色。
タクティシャン - 策略家
ミステール(蜜斯托爾)的專屬職業。武器是鐮刀。是我方唯一用鐮刀攻擊敵人的角色，有著[都市地形得意]的特點，專用技能卡是オブリヴィアスドーン」[敵方計量表下降]。
ジ・エンジェリック - 神界天使
367號的專屬職業，武器是斧頭，攻擊的時候附加冷凍效用，一方面 有著Dプロテクション(D‧防護)的她對於突擊與反擊都有著一定程度的優勢，另外偷竊，暗殺，物品破壞，對於她是沒有效用的。有著[冷凍攻擊無效]，[ステータス異常無效][妨害狀態攻擊無效]，而在強化之後每回合士氣會下降，專用技能卡是「ジャッジメント・ゼロ」[零之審判]。

### 一般職業
接下來的是一般在遊戲中的普遍職業
フェンサー - 劍士
男性劍士，有名字角色的是ラッセル(拉傑爾)跟インザーギ(伊薩奇)。攻擊的時候附加雷擊屬性，同時雷擊屬性對他無效。專用技能卡是「アイテムブレイク」[物品破壞]。
ヴァルキリー - 女武神
女性劍士，有名字角色的是アイギナ(艾姬娜)。攻擊的時候附加神聖屬性，對石巨人有攻擊優勢，同時神聖攻擊對其無效，但是對於黑暗攻擊虛弱。專用技能卡是「レボリューション」[革命]。
ナイト - 騎士
騎著馬的騎兵。有名字的角色是デュラン(杜蘭)跟レオン(雷歐)。是男性的槍兵，可以通過敵人直接移動，有著街道跟架橋地形得意。但是對於森林戰很頭痛。專用技能卡是「チャリオット」[衝鋒]。
ウンディーネ - 溫蒂妮
棲息於水中的女系種族，以槍作為武器，有名字的角色是ニーチェ(妮婕)跟エメローネ(艾梅蘿妮)。可以在水面移動，同時在水面作戰的能力也很高強，攻擊的時候會附加冷凍攻擊，同時冷凍攻擊對她們無效，相反的 她們對於火焰攻擊以及沙漠地形很頭痛，專用技能卡是「ダイヤモンドダスト」[冰晶]，「ブリザード」[暴風雪]是只有ウンディーネ(溫蒂妮)發動卡片的時候有其附加效果，可以將河川結冰。
バンディット - 強盜
持有斧頭的蠻族男性。可以破壞村莊。
グリフライダー - 獅鷲騎士
騎著グリフォン[獅鷲獸]，揮舞著斧頭的女兵，有名字的角色是キリエ(奇莉葉)和エミリオ(艾蜜莉歐)。因為移動狀態是飛行，所以不會受到地形的阻礙而可以移動無虞。對上ナイト(騎士)跟ガーディアンナイト(守護騎士)都有攻擊優勢。但是對ハンター(獵人)弱，如果把敵方的グリフライダー(獅鷲騎士)最後一擊用フレイム[火焰]卡打倒的話，可以獲得グリフグリル[烤鳥肉]，但是在一輪當中只能拿到一次。
ハンター - 獵人
拿著弓箭的男性。有名字的角色是クルス(克魯斯)和ミゼル[米歇爾]。擁有[白晝作戰優勢][森林地形優勢]以及[對獅鷲騎士有利]的技能
アサシン - 刺客
拿著弩的女暗殺者，有名字的角色是エレナ(艾蓮娜)跟シルヴァ(捷露法)。擁有[黑夜作戰優勢][附加暗黑屬性攻擊]以及[暗黑攻擊無效化]的技能。
ネクロマンサー - 死靈巫師
操控著骨骸的男性魔法師，武器是杖，有名字的角色是ロズウェル(羅斯威爾)、マルディム(瑪爾迪姆)跟ユベロン (佑貝隆)。攻擊時附加暗黑屬性，對スケルトン[骨骸戰士]作戰時有優勢，暗黑攻擊無效化，對神聖攻擊弱。到了晚上時可以用轉移移動。專用技能卡是可以呼喚出スケルトン[骸骨]的「ネクロゲート」[死靈之門]。
ウィッチ - 女巫
騎乘著掃帚的魔女，武器是杖，有名字的角色是ロザリィ (蘿莎莉)跟ユーディ (優蒂)。攻擊的時候附帶火炎屬性，同時火炎攻擊對她是沒有效的，專用卡是可以召喚出ゴーレム[哥雷姆]的「メイクドール」[製人]。
スケルトン - 骸骨
ネクロマンサー所呼喚而出的骨骸，武器是塊，不會受到異常攻擊傷害，神聖攻擊是其弱點以及對上ネクロマンサー(死靈巫師)，時間帶在早上的時候會呈現睡眠狀態。專用技能卡是「ポイズンブレス」[放毒]。
ゴーレム - 哥雷姆
ウィッチ所做出的岩之巨人，武器是塊。可以破壞設施移動。不過每回合只能移動一步，不會受到異常狀態的傷害，弱點是對上雷撃攻撃跟ヴァルキリー(女武神)[也就是說 除了ラ・ピュセル之外的劍系兵種都可以打他打的很開心]，專屬技能卡是可以把自身周圍兩格設施破壞的「アースクウェイク」[地震]。
ガーディアンナイト - 守護騎士
バルドゥス()以及跟從他的騎士團，是比騎士高一等的存在，不過除了異常攻擊無效之外，害怕對上グリフライダー(獅鷲騎士)這點跟騎士的差別並不大。
インペリアルナイト - 帝國騎士
直屬ガルカーサ(加爾凱薩)的親衛隊，武器是鐮刀，攻擊的時候附加火炎屬性，同時有著荒地得意的技能，害怕冷凍攻擊，如果用「フレイム」[火焰]對他實行最後一擊的話。將可以得到「ドラゴンステーキ」[烤龍肉]，不過一輪限定只能拿一次。
アスタロテ - 阿斯塔蒂
ネシア(涅賽亞)所呼喚出來人類型態的亡魂們，乍看之下跟ヴァルキリー(女武神)很像，不過跟ヴァルキリー(女武神)的屬性完全相反，有著黑暗屬性，以及對神聖攻擊弱的特點。

### 職業對照表
| 原文                 | 中文翻譯              | 武器 | 性別 | 主要角色名稱                                                      |  |
| -------------------- | --------------------- | ---- | ---- | ----------------------------------------------------------------- |  |
| ソードメイデン       | 少女劍士              | 劍   | 女   | ユグドラ()                                                        |  |
| ラ・ピュセル         | 聖女                  | 劍   | 女   | ユグドラ ()                                                       |  |
| ヴァルキリー         | 女武神                | 劍   | 女   | アイギナ (艾姬娜) / モニカ (莫妮卡)                               |  |
| フェンサー           | 劍士                  | 劍   | 男   | インザーギ (伊薩奇) / ラッセル (拉傑爾) / カナン (卡農)           |  |
| ストレイシーフ       | 流浪盜賊              | 斧頭 | 男   | ミラノ (米蘭諾)                                                   |  |
| バンディット         | 強盜                  | 斧頭 | 男   | オルテガ (歐爾提加) / ドルト (多特)                               |  |
| シーフ               | 盜賊                  | 斧頭 | 男   | コブン(柯本)                                                      |  |
| グリフライダー       | 獅鷲騎士              | 斧頭 | 女   | キリエ (奇莉葉) / エミリオ ()                                     |  |
| ナイト               | 騎士                  | 槍   | 男   | デュラン (杜蘭) / レオン (雷歐)                                   |  |
| ガーディアンナイト   | 守護騎士              | 槍   | 男   | バルドゥス ()                                                     |  |
| テンプルナイト       | 聖殿騎士              | 槍   | 男   | ゴードン (戈登)                                                   |  |
| ウンディーネ         | 溫蒂妮                | 槍   | 女   | ニーチェ (妮婕) / エメローネ (艾梅蘿妮) / イシーヌ (伊雪努)       |  |
| ネクロマンサー       | 死靈巫師              | 杖   | 男   | ロズウェル (羅斯威爾) / マルディム (瑪爾迪姆) / ユベロン (佑貝隆) |  |
| ウィッチ             | 女巫                  | 杖   | 女   | ロザリィ (蘿莎莉) / ユーディ (優蒂) / パメラ (帕梅菈)                   |  |
| ハンター             | 獵人                  | 弓   | 男   | クルス (克魯斯) / ミゼル (米歇爾)                                 |  |
| アサシン             | 刺客                  | 弓   | 女   | ジルヴァ (捷露法) / エレナ (艾蓮娜) / アマレウス (阿瑪琉絲)       |  |
| インペリアルナイト   | 帝國騎士              | 鐮刀 | 男   |                                                                   |  |
| ドラゴンナイト       | 龍騎士                | 鐮刀 | 男   | デュラン (杜蘭) / ガルカーサ (加爾凱薩)                           |  |
| ドラグーン           | 騎龍者                | 鐮刀 | 男   | ガルカーサ (加爾凱薩)                                             |  |
| ブロンガナイト       | 布龍加 騎士           | 鐮刀 | 男   | ガルカーサ (加爾凱薩)                                             |  |
| ジ・エインシャント   | 古代人(The Ancient)   | 書   | 男   | ネシア ()                                                         |  |
| ゴーレム             | 哥雷姆(有生命的泥人)  | 塊   | 沒有 | マモリガミ (守護神)                                               |  |
| スケルトン           | 骸骨                  | 塊   | 沒有 |                                                                   |  |
| タクティシャン       | 策略家                | 鐮刀 | 女   | ミステール (蜜斯托爾)                                             |  |
| ミスティックウィッチ | 神秘女巫              | 杖   | 女   | パメラ (帕梅菈)                                                   |  |
| サーヴァント         | 神僕                  | 弓   | 男   | 上級神界兵 / 下級神界兵                                           |  |
| ジ・エンジェリック   | 神界天使(The Angelic) | 斧   | 女   | 367号                                                             |  |

## 外部連結
- 官方網站 （页面存档备份，存于）
- GBA版官方網站 （页面存档备份，存于）
- STING公司網站

1. ↑  . 软件天堂 （中文）.